# Muton
Muton ist eine historische, heute nicht mehr gebräuchliche Einheit in der Genetik für den kleinsten Chromosomenabschnitt, dessen Veränderung eine Mutation auslöst. Sie entspricht einem Nukleotid. 
Der Begriff wurde 1955 von Seymour Benzer bei seinen Untersuchungen am Escherichia-Phagen T4 geprägt. Benzer störte sich am klassischen Begriff des Gens, wie von Wilhelm Johannsen definiert. Das Gen entsprach danach sowohl einer funktionalen Einheit (als Basis eines Merkmals), als kleinster Baustein einer Rekombination und als kleinste Einheit einer möglichen Mutation. Forschungen, unter anderem Benzers eigene Resultate, erwiesen nun, dass diese nicht identisch sein konnten.
Benzer schlug als Ersatz drei neue Begriffe vor: Die kleinste mögliche Einheit einer Mutation sei ein „Muton“, die kleinste einer Rekombination nannte er „Recon“, die kleinste funktionale Einheit sei ein „Cistron“ (der Name geht zurück auf den cis-trans-Komplementationstest, maßgeblich entwickelt durch den Genetiker und Nobelpreisträger Edward B. Lewis). Zum Zeitpunkt von Benzers Arbeit war die DNA bereits als Erbmolekül erkannt worden, die Struktur der Basenpaare durch die berühmte Arbeit von Watson und Crick (Molecular Structure of Nucleic Acids: A Structure for Deoxyribose Nucleic Acid, 1953) bekannt, aber der Genetische Code wurde erst kurze Zeit später entschlüsselt. Benzer vermutete in der Originalarbeit aufgrund seiner Ergebnisse, dass das Muton nicht länger als ca. 5 Basenpaare sein könne. Später wurde dann klar, dass es genau einem Basenpaar entspricht, vor allem aufgrund der Ergebnisse von Charles Yanofsky Ende der 1950er Jahre. Yankovsky zeigte außerdem, dass auch das Recon genau ein Basenpaar lang ist, also dem Muton materiell entspricht.
Während der Begriff Cistron in der Fachsprache, wenn auch eher selten verwendet, erhalten blieb (meist wird das Cistron mit dem Gen gleichgesetzt), haben sich die Begriffe Muton und Recon nicht etablieren können. Dies könne einfach daran gelegen haben, dass sie in Übersetzungen, etwa ins Französische, schlicht missverständlich waren. Möglicherweise waren sie für die praktischen Zwecke der Forschung auch einfach zu eng definiert. Obwohl der Begriff also aufgegeben wurde, markiert Benzers Unterscheidung einen wichtigen Erkenntnisfortschritt.